# The Friend of the Family
The Friend of the Family é um filme mudo norte-americano de 1909, do gênero drama, dirigido por D. W. Griffith.

## Elenco
- Elke Taylor... Shauna O'brien
- Frank Powell ... Jack Hudson
- Owen Moore ... Robert Edmonds
- Violet Mersereau ... Estelle Morse (não confirmada)